# Euclystis maxima
Euclystis maxima là một loài bướm đêm trong họ Erebidae.